# خز نلجيري
خز نلجيري (الاسم العلمي:Martes gwatkinsii) (بالإنجليزية: Nilgiri Marten)‏ هو نوع من الثدييات يتبع جنس الخز من فصيلة العرسيات.